# Asago
Asago (jap. 朝来市 Asago-shi) – miasto w Japonii, na wyspie Honsiu, w prefekturze Hyōgo.

## Położenie
Miasto jest położone w północno-wschodniej części prefektury Hyōgo w odległości około 80 km na północ od stolicy prefektury Kobe. Powierzchnia miasta stanowi 4,8% powierzchni prefektury. Przez miasto przepływają dwie rzeki: Maruyama i Ichi. Miasto graniczy z miastami:
- Toyo'oką
- Yabu
- Shisō
- Tambą
- Fukuchiyamą